# 33

## Nașteri
- dată necunoscută: Heo Hwang-ok  (d. ?)
- dată necunoscută: Marcia (mama lui Traian)  (d. ?)

## Decese
- 30/33: Iisus Hristos (Isus din Nazaret), fondatorul creștinismului (n.c. 4 î.Hr.)